# Luis Alberto Martínez Borsa
Luis Alberto "Luigi" Martínez Borsa, locutor nacional y docente de la Argentina. Nacido en la ciudad de Buenos Aires, egresó del Instituto Superior de Enseñanza de Radiodifusión (I.S.E.R.), dependiente del Comité Federal de Radiodifusión. De formación original con una base de periodista, ejerce además su trabajo de conductor y animador.
También docente, desarrolla sus actividades en diversas emisiones de medios de comunicación en la República Argentina. Pueden seguirse sus trabajos en los diferentes medios a través de Internet, como su creación radial "Compartiendo la Vida".
En sus sitios de Internet se informa que desde sus páginas se emitirán ediciones exclusivas para la red.